# Džeb Buš
Džon Elis „Džeb” Buš (engl. Jeb Bush; rođen 11. februara 1953) je američki političar, član republikanske stranke i 43. guverner Floride. Sin je 41. predsednika Sjedinjenih Država Džordža H. V. Buša i brat 43. predsednika SAD Džordža V. Buša. Pre nego što je ušao u politiku, vodio je porodični posao u Teksasu. Godine 1998. je izabran za guvernera Floride. Na istu funkciju reizabran je 2002. godine. Po isteka drugog mandata ušao je u upravni odbor fonda zdravstvenog osiguranja „Tenet Healthcare”, a nakon toga je bio član rukovodstva banke Lehman Brothers.

## Literatura
- Freedberg, Sydney P. "Jeb Bush: The Son Rises Away from Dad's Shadow." The Miami Herald, August 15, 1994.
- Arianna Huffington. "The latest Bush hypocrisy" Архивирано на веб-сајту  (22. фебруар 2005). Salon.com, September 16, 2002.
- Viglucci, Andres and Alfonso Chardy. "Bush and business: Fast success, brushes with mystery". The Miami Herald, October 5, 2002.
- Yardley, William. "Jeb Bush: His early values shape his politics." The Miami Herald, September 22, 2002.
- Fred Barnes. "Governor in Chief: Jeb Bush's remarkable eight years of achievement in Florida." Архивирано на веб-сајту  (22. август 2006) The Weekly Standard, June 12, 2006.